# Église Notre-Dame de Nouziers
Pour les articles homonymes, voir Église Notre-Dame.
L'église Notre-Dame est une église située à Nouziers, dans le département de la Creuse en France. Construite au XIe siècle, elle est classée au titre des monuments historiques en 1930.

## Localisation
L'église est située sur la commune de Nouziers dans le département français de la Creuse en région Nouvelle-Aquitaine.

## Historique
L'église a été construite au XIe siècle.
L'édifice est classé au titre des monuments historiques en 1930.

## Description

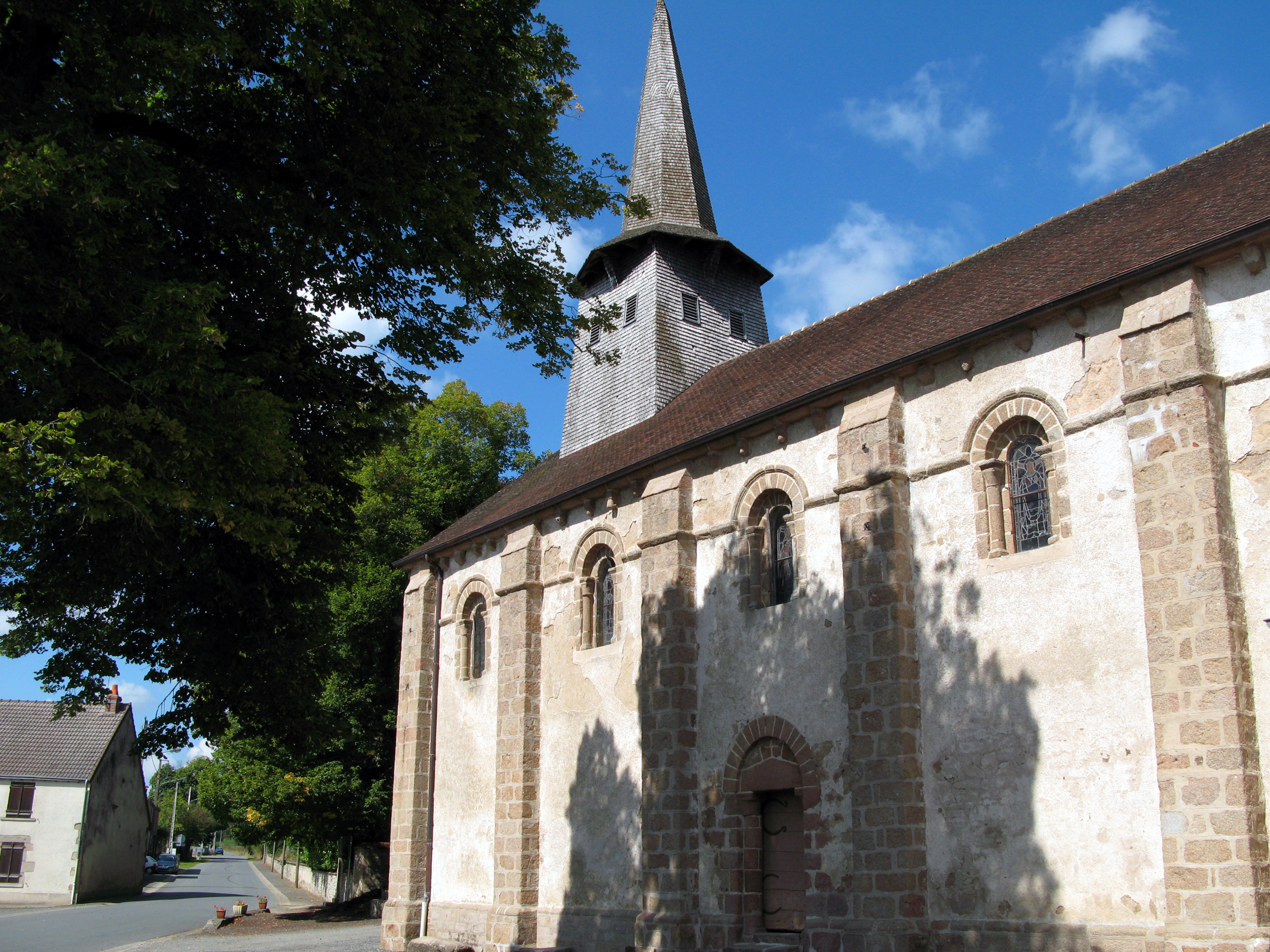
La façade sud.
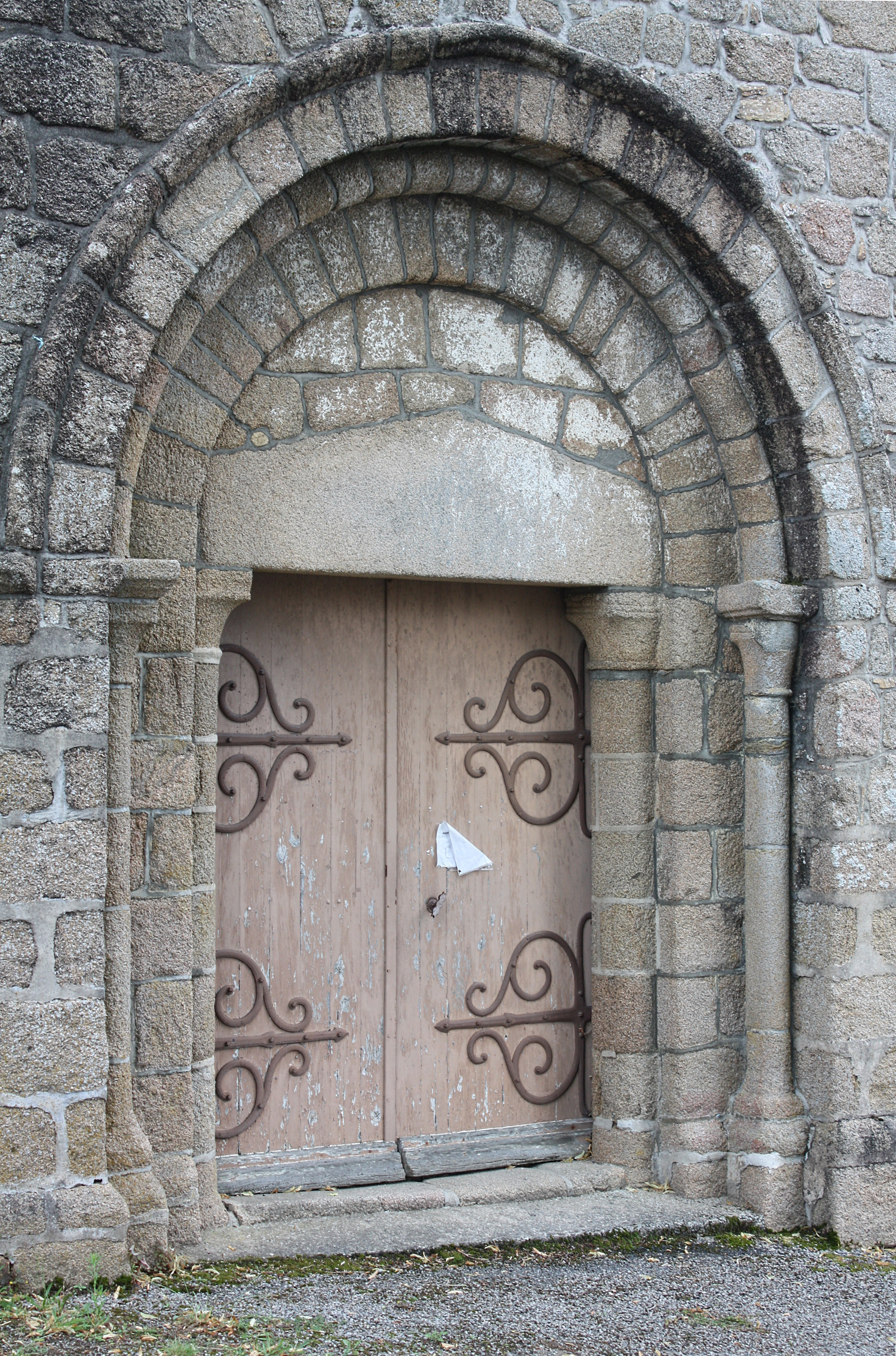
Le portail ouest.
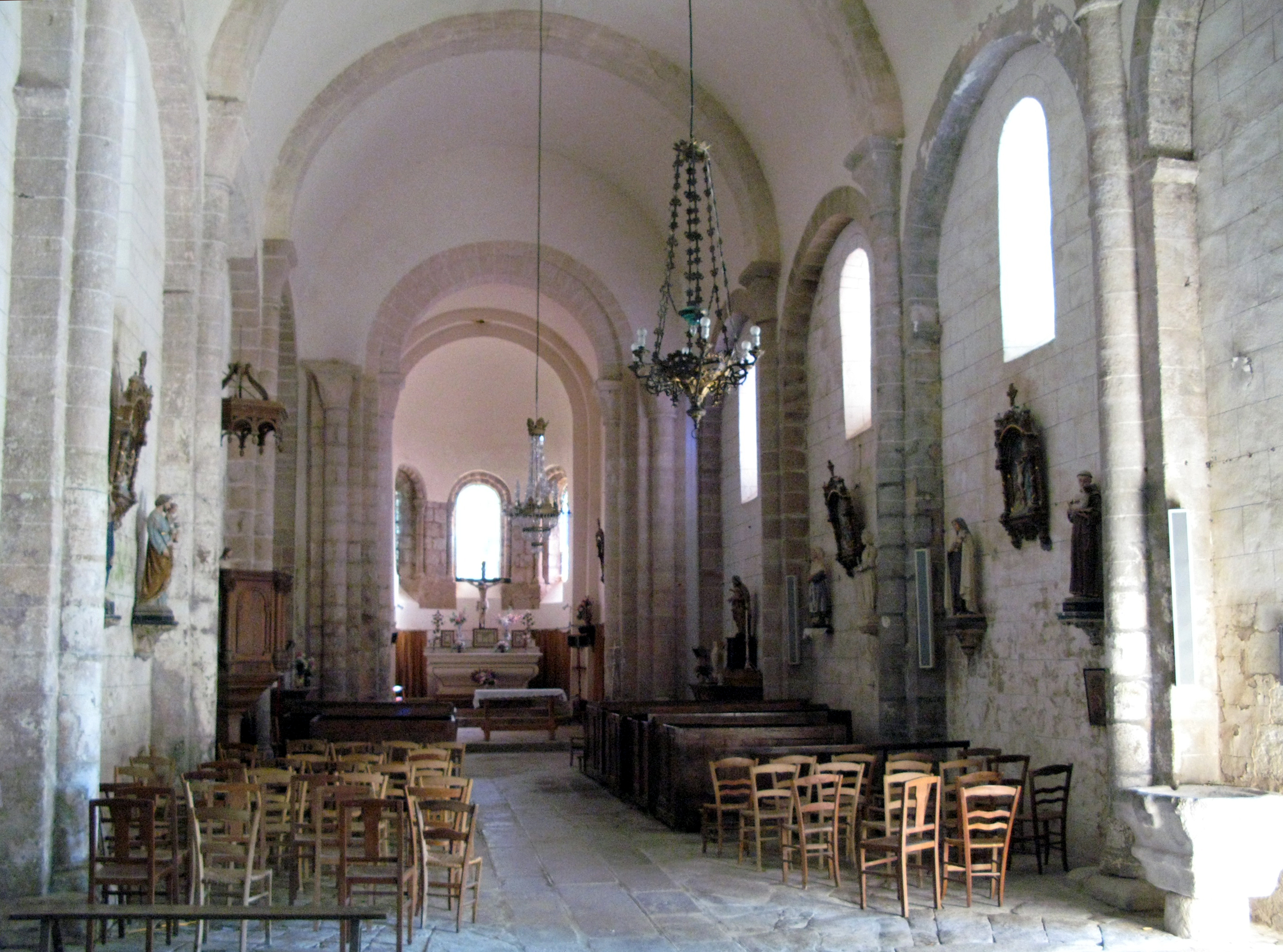
La nef.